# Harold Martin
Harold Martin (ur. 6 kwietnia 1954 w Numea) – polityk francuski, przewodniczący rządu Nowej Kaledonii od 7 sierpnia 2007 do 5 czerwca 2009. Trzykrotny przewodniczący Kongresu Nowej Kaledonii.

## Życiorys
Harold Martin urodził się w 1954. W latach 1984–1985 zasiadał w Zgromadzeniu Terytorialnym (ówczesny parlament). Od 1985 do 1989 był członkiem Rady Prowincji Południowej. Od 1989 wchodzi w skład Kongresu Terytorialnego (nowa nazwa parlamentu), przemianowanego w 1999 na Kongres Nowej Kaledonii. Od 2004 pełni funkcję przewodniczącego partii Wspólna Przyszłość (Avenir ensemble), stowarzyszonej z Unią na rzecz Ruchu Ludowego. Od 1995 Martin zajmuje stanowisko mera miasta Païta.
Od 16 lipca 1998 do 3 czerwca 1997 oraz od 21 maja 2004 do 31 lipca 2007 zajmował urząd przewodniczącego Kongresu Nowej Kaledonii. W latach 2007–2009 pełnił funkcję prezydenta rządu Nowej Kaledonii. 22 maja 2009 został wybrany powtórnie przewodniczącym Kongresu Nowej Kaledonii.